# Thamnophis
Thamnophis – rodzaj węży z podrodziny zaskrońcowatych (Natricinae) w rodzinie połozowatych (Colubridae).

## Zasięg występowania
Rodzaj obejmuje gatunki występujące w Ameryce Północnej i Ameryce Centralnej (Kanada, Stany Zjednoczone, Meksyk, Belize, Gwatemala, Salwador, Honduras, Nikaragua i Kostaryka).

## Systematyka

### Etymologia
- Thamnophis: gr. θαμνος thamnos „krzak, krzew”[12]; οφις ophis, οφεως opheōs „wąż”[13].
- Eutainia (Eutaenia): gr. ευ eu „dobry, ładny”[14]; ταινια tainia „opaska, taśma”[15]. Gatunek typowy: Coluber saurita Linnaeus, 1766.
- Prymnomiodon: gr. πρυμνος prumnos „skrajny, górny”[16]; μειων meiōn „mniejszy”[17]; οδους odous, οδοντος odontos „ząb”[18]. Gatunek typowy: Prymnomiodon chalceus Cope, 1861 (= Coluber saurita Linnaeus, 1766).
- Chilopoma: gr. χειλος kheilos, χειλεος kheileos „warga, usta”[19]; πωμα pōma, πωματος pōmatos „pokrywa, wieko”[20]. Gatunek typowy: Chilopoma rufipunctatum Cope, 1875.
- Adelophis: gr. αδηλος adēlos „niewidzialny, niewidoczny”, od negatywnego przedrostka α- a-; δηλος dēlos „widoczny”[21]; οφις ophis, οφεως opheōs „wąż”[13]. Gatunek typowy: Adelophis copei Dugès, 1879.
- Atomarchus: gr. ατομος atomos „nie cięty, niezłożony”[22]; αρχος arkhos „odbyt”[23]. Gatunek typowy: Atomarchus multimaculatus Cope, 1883 (= Chilopoma rufipunctatum Cope, 1875).
- Stypocemus: gr. στυπος stupos „pień, trzon”[24]; κημος kēmos „kaganiec, maska, pokrywa”. Nazwa zastępcza dla Chilopoma Cope, 1875, ponieważ Cope błędnie uważał, że nazwa ta jest zajęta przez Cheilopoma Murray, 1867 (Coleoptera).

### Podział systematyczny
Do rodzaju należą następujące gatunki:

- Thamnophis ahumadai Grünwald, Mendoza-Portilla, Grünwald, Montaño-Ruvalcaba, Franz-Chávez, García-Vázquez & Reyes-Velasco, 2024
- Thamnophis atratus Kennicott, 1860
- Thamnophis bogerti Rossman & Burbrink, 2005
- Thamnophis brachystoma (Cope, 1892)
- Thamnophis butleri (Cope, 1889)
- Thamnophis chrysocephalus (Cope, 1885)
- Thamnophis copei Dugès, 1879
- Thamnophis couchii (Kennicott, 1859)
- Thamnophis cyrtopsis (Kennicott, 1860)
- Thamnophis elegans (Baird & Girard, 1853)
- Thamnophis eques (Reuss, 1834)
- Thamnophis errans Smith, 1942
- Thamnophis exsul Rossman, 1969
- Thamnophis foxi Rossman & Blaney, 1968
- Thamnophis fulvus (Bocourt, 1893)
- Thamnophis gigas Fitch, 1940
- Thamnophis godmani (Günther, 1894)
- Thamnophis hammondii (Kennicott, 1860)
- Thamnophis marcianus (Baird & Girard, 1853)
- Thamnophis melanogaster (Peters, 1864)
- Thamnophis mendax Walker, 1955
- Thamnophis nigronuchalis Thompson, 1957
- Thamnophis ordinoides (Baird & Girard, 1852)
- Thamnophis postremus Smith, 1942
- Thamnophis proximus (Say, 1823)
- Thamnophis pulchrilatus (Cope, 1885)
- Thamnophis radix (Baird & Girard, 1853)
- Thamnophis rossmani Conant, 2000
- Thamnophis rufipunctatus (Cope, 1875)
- Thamnophis saurita (Linnaeus, 1766)
- Thamnophis scalaris Cope, 1861
- Thamnophis scaliger (Jan, 1863)
- Thamnophis sirtalis (Linnaeus, 1758) – ogrodowiec zwyczajny
- Thamnophis sumichrasti (Cope, 1866)
- Thamnophis unilabialis Tanner, 1985
- Thamnophis validus (Kennicott, 1860)